# ظاهرة داخل الأذن
ظاهرة داخل الأذن (بالإنجليزية: Endaural phenomena)‏ هو حالة سماع صوت من دون تحفيز صوتي. الظاهرة تشمل طنينا (الصوت يشبه منحنى الجيب) أو أصوات تشبه الضجيج الأبيض أو طنين غير موضوعي.
يجب تمييز ظاهرة داخل الأذن عن الانبعاثات الأذنية السمعية، حيث أن الأذن هي من تصدر الأصوات لكن صاحبها لا يسمع تلك الأصوات. كما يجب تمميز هذه الظاهر عن الهلوسة السمعية والتي هي حالة نفسية.